# Nhà hát lớn Thượng Hải

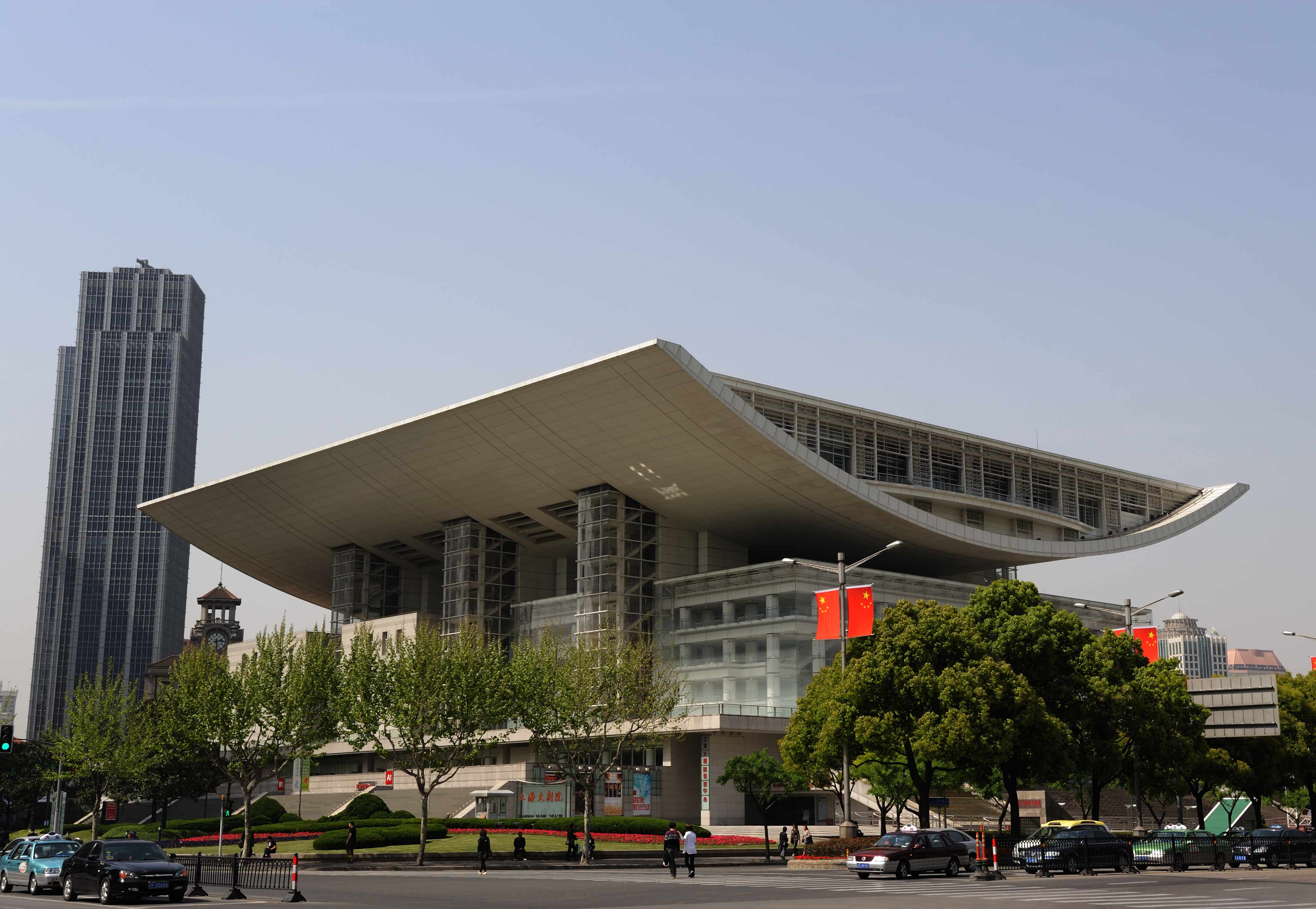
Shanghai Grand Theatre

Nhà hát lớn Thượng Hải nằm ở giao lộ của Đại lộ Trung tâm và Huangpi Nam Lộ ở phía Bắc của Quảng trường Nhân dân ở Quận Hoàng Phố, Thượng Hải, Trung Quốc.
Nhà hát đã được một kiến trúc sư người Pháp Jean-Marie Charpentier thiết kế và có diện tích sàn 11.528 m². Thiết kế nội thất bởi Studios Architecture.